# Nationaal park Thousand Islands
Het Nationaal park Thousand Islands (Engels: Thousand Islands National Park) is een nationaal park in Canada. Het park ligt in de regio Thousand Islands van de Saint Lawrence, in de provincie Ontario. Het park werd opgericht in 1904 als St. Lawrence Islands National Park. De naamswijziging werd doorgevoerd in 2013 om het natuurgebied waar het park deel van uitmaakt meer tot zijn recht te laten komen. In 1904 had het park nog een oppervlakte van 8,7 km², intussen blijft het met een oppervlakte van 24,4 km² een van de kleinste van de nationale parken in Canada. Het park wordt beheerd door Parks Canada en vormt ook een onderdeel van het UNESCO biosfeerreservaat Frontenac Arch Biosphere Reserve.
Tot het park behoren 21 eilanden, en twee zones op de oevers waaronder een bezoekerscentrum in Mallorytown, Front of Yonge. 

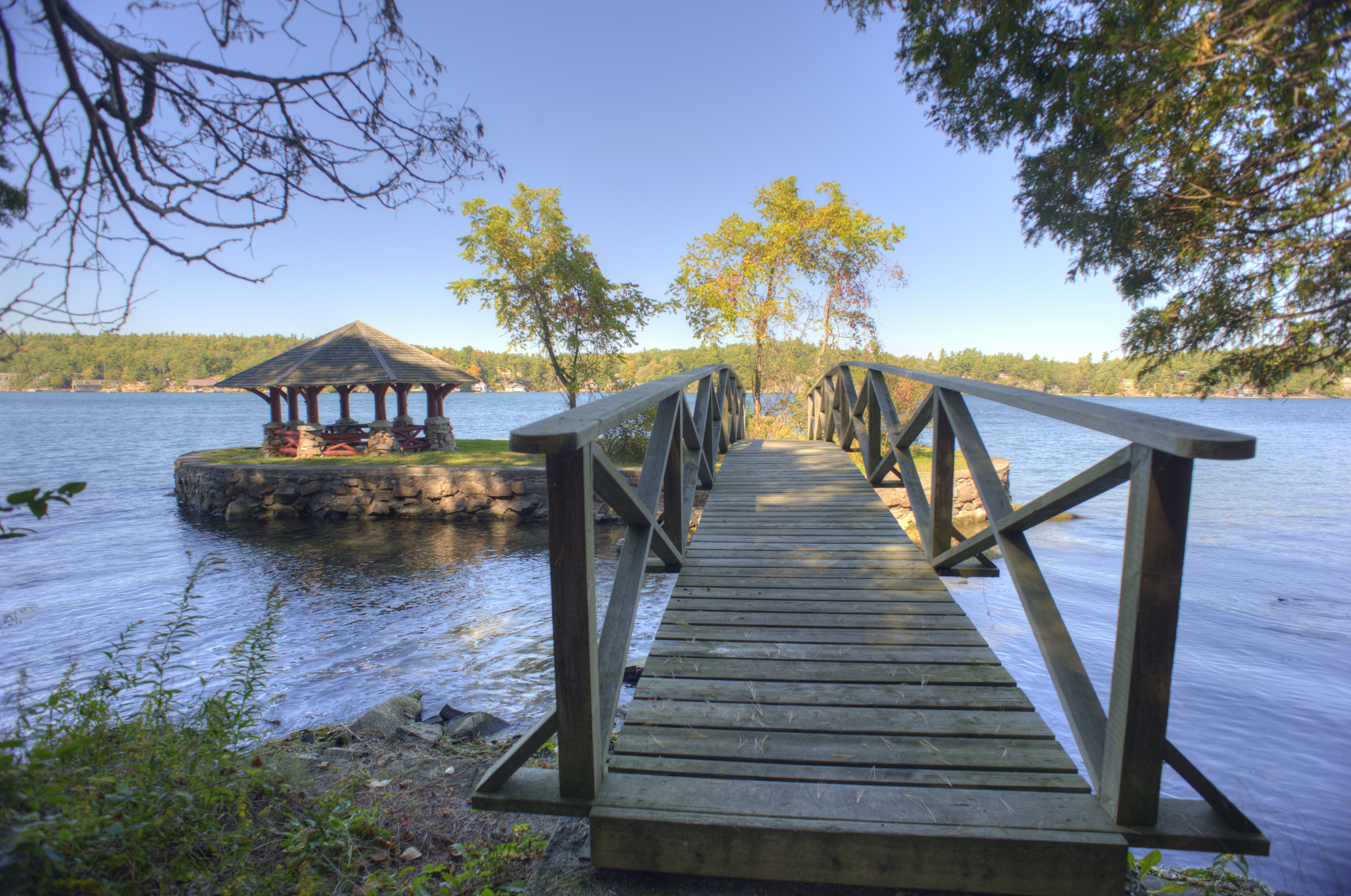
Batterman's Point Gazebo
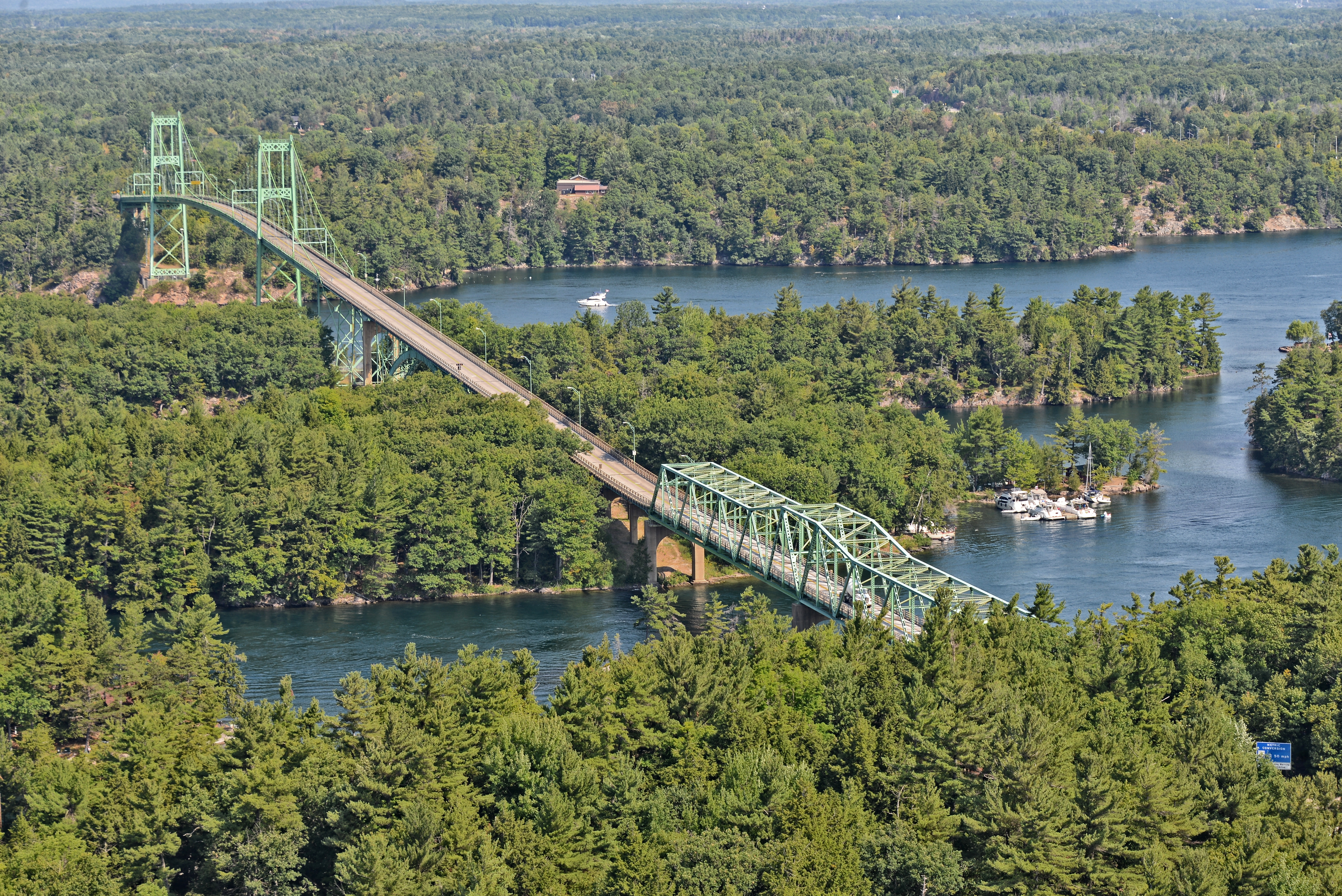
Constance Island en Georgina Island, verbonden door de Thousand Islands Bridge, gezien vanaf de 1000 Islands Tower gelegen op Hill Island